# Terra Nova (Luanda)
Terra Nova é um bairro angolano que pertencente ao município de Rangel, na província de Luanda.